# Гребля Бені-Бахдел

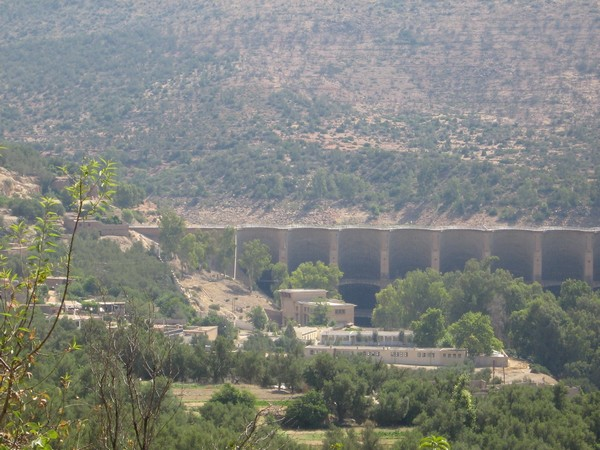
Гребля Бені-Бахдел

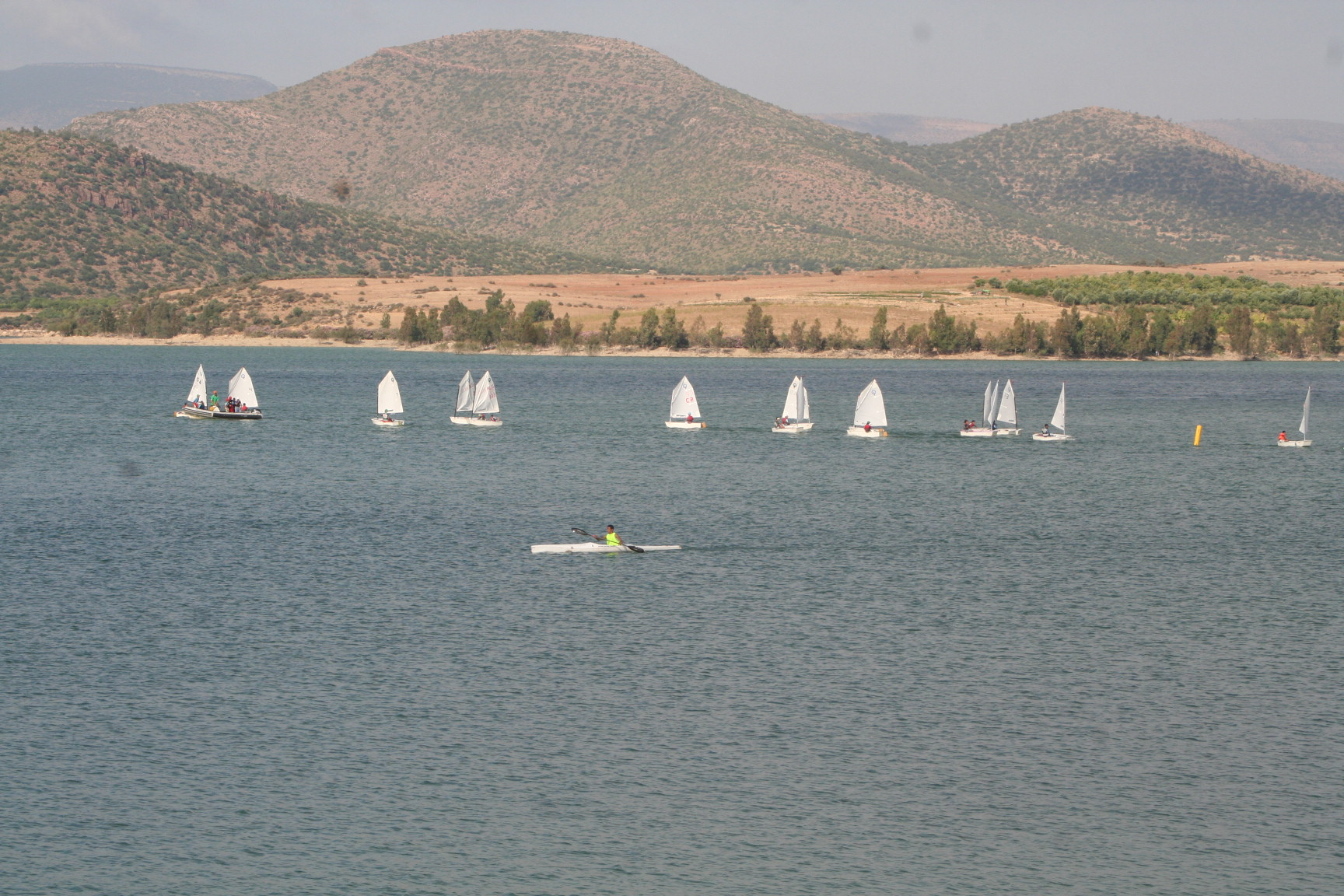
Водосховище греблі Бені-Бахдел

Гребля Бені-Бахдел (Beni Bahdel) – гідротехнічна споруда на півночі Алжиру.
Греблю спорудили в 1934 – 1944 роках на уеді Тафна, що впадає до Середземного моря за дев’ять десятків кілометрів на південний схід від Орана. Варто відзначити, що нижче по течії на Тафні зведена гребля Хаммам-Буграра. Водозбірний басейн вище від споруди складає 1016 км2, а її головним призначенням є водопостачання та іригація.
В межах проекту звели три бетонні контрфорсно-багатоаркові споруди:
- греблею у руслі уеду, яка має 11 арок, висоту 55 метрів та довжину 350 метрів;
- розташовану за шість сотень метрів південніше дамбу для закриття сідловини, що має 31 арку, висоту 15 метрів та довжину 221 метр;
- розташовану у іншій сідловині за майже п’ять сотень метрів на південний захід від попередньої дамбу довжиною 451 метр, яка має два блоки арок (29 та 22), між якими первісно був розташований водоскид завдовжки понад сотню метрів.

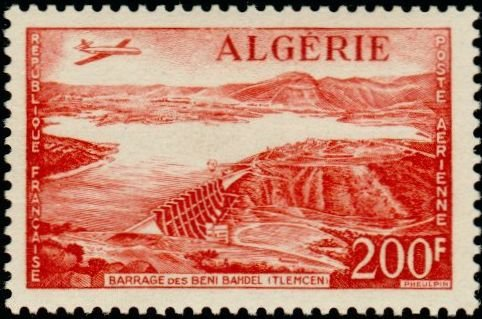
Марка 1957 року із зображенням греблі

Гребля утворила водосховище з площею поверхні 3,63 км2 та об’ємом 63 млн м3, яке має нормальний рівень поверхні на позначці 653,4 метра НРМ (під час повені може зростати до 655 метрів НРМ).
В 1948 році при греблі облаштували малу гілроелектростанцію, що мала дві турбіни типу Френсіс виробництва компанії Neyrpic потужністю по 1,64 МВт, з якими працювали генератори від компанії Shneider. Турбіни споживали по 12 м3/с та використовували напір у 38,5 метра, що дозволяло виробляти 5 млн кВт-год на рік. Станом на 2005 рік ГЕС не працювала через нестачу водного ресурсу.